# 닉 클루니

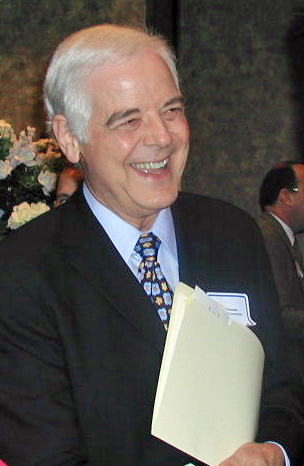

니컬러스 조지프 클루니(영어: Nicholas Joseph Clooney, 1934년 1월 13일 ~ )는 미국의 언론인이자 진행자이다. 로즈메리 클루니와 베티 클루니의 남동생이며, 조지 클루니의 아버지이다.